# 哈納利 (夏威夷州)
哈納利（英語：Hanalei）是位於美國夏威夷州可愛縣的一個人口普查指定地區。

## 地理
哈納利的座標為22°12′24″N 159°30′03″W / 22.20667°N 159.50083°W，而該地最高點為海拔高度0米（即0英尺）。

## 人口
根據2010年美國人口普查的數據，哈納利的面積為1.84平方千米，當中陸地面積為1.69平方千米，而水域面積為0.15平方千米。當地共有人口450人，而人口密度為每平方千米244.57人。